# Christien Anholt
Christien Alexis Anholt (Londres, Inglaterra; 25 de febrero de 1971) es un actor de cine, televisión y teatro británico conocido por interpretar a Nigel Bailey en la serie de televisión Relic Hunter (Cazatesoros en España y Cazadores de reliquias en parte de Sudamérica; 66 episodios).

## Biografía
Sus primeros personajes notables en el cine incluyen a Marcellus junto a Mel Gibson y Glenn Close en el Hamlet (1990) de Franco Zeffirelli o Peter Emery en Preaching to the Perverted de Stuart Urban. Es hijo del actor británico Tony Anholt y reside en Londres. En 2021, Anholt interpretó a T. S. Eliot en The Laureate de William Nunez que ilustra la vida del poeta y escritor británico Robert Graves.